# Vila eueidiformis
Vila eueidiformis är en fjärilsart som beskrevs av James John Joicey och Talbot 1918. Vila eueidiformis ingår i släktet Vila och familjen praktfjärilar. Inga underarter finns listade i Catalogue of Life.